# Calàcia
Calàcia (llatí: Calatia grec antic: Καλατία) va ser una ciutat del Samni a la vall del Vulturnus. Avui al mateix lloc hi ha la ciutat de Caiazzo.
La ciutat s'esmenta repetidament durant les Guerres samnites. L'any 312 aC el cònsol Gai Juni Bubulc Brut la va ocupar. L'any 305 aC els romans la van ocupar juntament amb Sora. Les legions romanes estaven acampades a Calàcia abans del desastre de la batalla de les Forques Caudines.
Hanníbal va arribar a aquesta ciutat quan anava del Samni cap a Campània i va passar pel seu ager (pel seu territori), diu Titus Livi. Marc Claudi Marcel va anar de Casilínum a Calàcia, va travessar el Vulturnus, i seguint cap a Satícula i Suèssula va arribar a Nola. Després de la Segona Guerra Púnica no es torna a parlar de la ciutat i sembla que va entrar en decadència després del temps de Sul·la, però va continuar existint durant l'Imperi i era un municipi segons testimonien algunes inscripcions en les que la ciutat s'anomena Caiat. En algunes monedes la ciutat s'anomena Caiatino. Encara en resten parts de les antigues muralles.

## A la Campània
Calàcia (Calatia) va ser també una ciutat de la Campània a la via Àpia, entre Càpua (a uns 10 km) i Benevent, segons Estrabó, notícia que també dona la Taula de Peutinger. Calàcia i Casilínum diu Apià eren ciutats situades als costats oposats de Càpua. Les seves ruïnes són a la vila de Galazze a mig camí entre Caserta i Maddaloni.
L'any 216 aC la ciutat es va revoltar, juntament amb Atella, en favor d'Hanníbal després de la batalla de Cannes, però el 211 aC va ser sotmesa i castigada. Poc després els ciutadans d'Atella van ser obligats a traslladar-se a Calàcia. En temps de Caius Marius la ciutat va abraçar el seu partit i Sul·la la va castigar i la va incorporar a Càpua com una simple dependència. Però Juli Cèsar li va restaurar la independència i hi va establir una colònia de veterans que l'any 44 aC van ser els primers de decantar-se per Octavi.
Va ser una ciutat mitjana durant l'Imperi, i tenia el rang municipal, testimoniat per inscripcions i per Plini el Vell, però a partir del segle iii va decaure i es va gairebé despoblar. No se sap quan va quedar abandonada del tot però el segle xii encara s'esmenta l'església de "Santa Maria ad Calatiam".